# Théâtre de l'Odéon

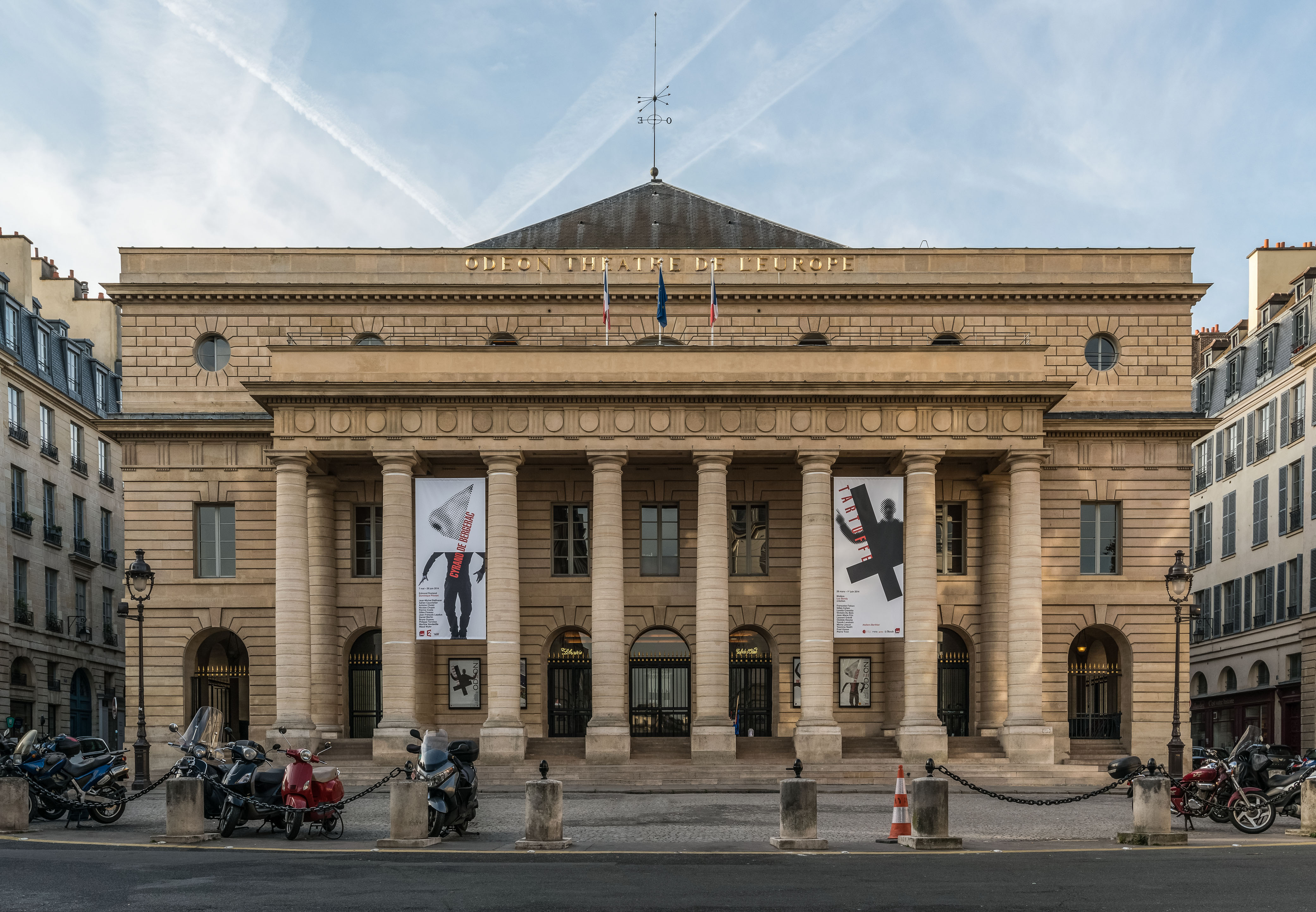
Průčelí divadla

Théâtre de l'Odéon (Divadlo Odéon), též Théâtre national de l’Odéon (Národní divadlo Odéon) je divadlo v Paříži, které bylo otevřeno v roce 1782. Divadlo se nachází v ulici Rue Corneille č. 2 v 6. obvodu v klasicistní budově s kapacitou 800 diváků. Od roku 1971 je Divadlo Odéon jedním ze šesti národních divadel ve Francii. Od března 2007 je ředitelem divadla Olivier Py.

## Historie
V roce 1767 požádal markýz de Marigny, ředitel královských staveb architekty Marie-Josepha Peyra a Charlese de Wailly, aby vypracovali návrh nového divadla. Umístění divadla bylo vybráno poblíž Lucemburského paláce, kde bydlel králův bratr. Nové divadlo mělo doplnit stávající Comédie-Française. Stavební práce byly zahájeny v květnu 1779. Architekt Peyre byl zodpovědný za exteriéry a de Wailly za interiéry. Spolu s budovou bylo upraveno i její nejbližší okolí. Pět ulic Rue Racine, Rue Casimir-Delavigne, Rue de l' Odéon, Rue Crébillon a Rue Regnard se sbíhá k půlkruhovému náměstí Place de l'Odéon před divadlem. 16. února 1782 se do divadla nastěhovala divadelní společnost a 9. dubna 1782 jej královna Marie Antoinetta slavnostně otevřela pod názvem Théâtre-Français du faubourg Saint-Germain (Francouzské divadlo na předměstí Saint-Germain). Výbor pro veřejné blaho přejmenoval v roce 1789 na Théâtre de la Nation (Divadlo národa). Během jakobínské diktatury bylo divadlo uzavřeno a opět otevřeno až 27. června 1794 pod názvem Théâtre de l'Égalité (Divadlo rovnosti). Divadlo vyhořelo a za Napoleonovy vlády bylo obnoveno a v roce 1808 otevřeno jako Théâtre de Sa Majesté l'Impératrice et Reine (Divadlo Jejího Veličenstva císařovny a královny). Budova podruhé vyhořela 20. března 1818. Divadlo přestavěl architekt Pierre Thomas Baraguay a bylo slavnostně otevřeno v září 1819. Jeho jméno znělo s ohledem na přičlenění ke Comédie-Française Second Théâtre-Français (Druhé francouzské divadlo). V roce 1971 získal Odéon statut národního divadla, ale až 1. června 1990 získal opravdovou nezávislost na Comédie-Française. Významnější renovace a modernizace proběhly v letech 1906, 1921, 1930 a 2002-2006.

## Současnost
Ve foyer se nachází muzeum věnované divadlu. V roce 1995 byla otevřena knihovna specializující se na divadlo. Od roku 2003 má divadlo k dispozici druhý sál pro 500 diváků, který byl vytvořen z bývalého skladu rekvizit Pařížské opery na Boulevardu Berthier v 17. obvodu.